# Кірітанпо
Кірітанпо (きりたんぽ) — японська страва, походить з префектури Акіта. Свіжозварений рис розтирають до стану пюре, потім формують циліндри на японських кедрових шпажках і підсмажують на відкритому вогні. Потім його можна подавати з солодким місо або готувати у вигляді галушок з м'ясом та овочами в супах.

## Фестивалі
В префектурі Акіта проводяться два традиційних щорічних фестивалі мацурі, присвячених кірітанпо:
- Автентичний фестиваль Кірітанпо в Одате (яп. 本場大館きりたんぽまつり)[7][8][9]
проводиться в місті Одате в жовтні
- Фестиваль походження Кірітанпо (яп. きりたんぽ発祥まつり)[10][11]
проводиться в місті Кадзуно в листопаді